# Municipis del Cantó de Friburg

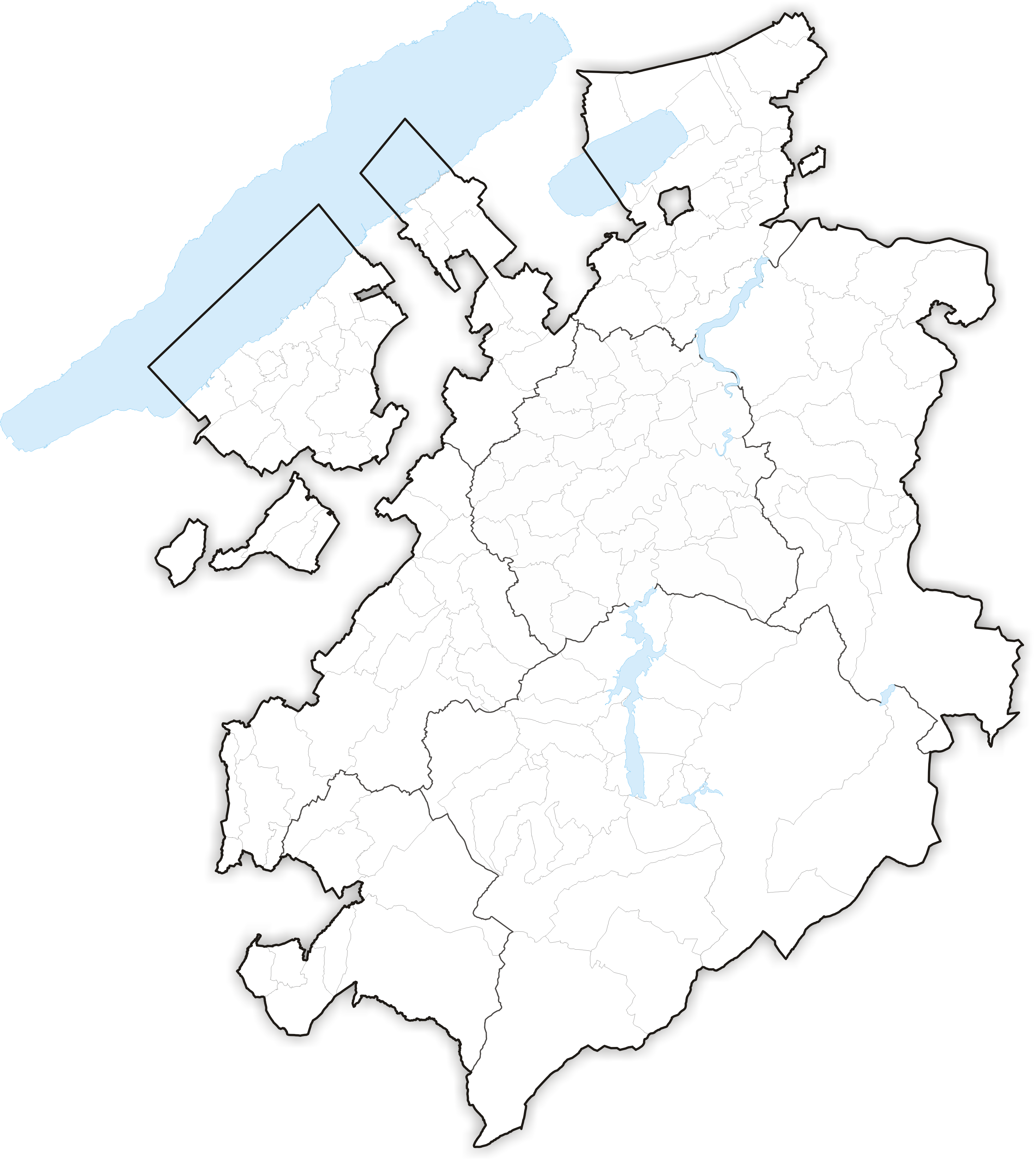
Municipis del Cantó de Friburg

Els Municipis del cantó de Friburg (Suïssa) són 168 i s'agrupen en 7 districtes:
- Alterswil
- Arconciel
- Attalens
- Auboranges
- Autafond
- Autigny
- Avry-sur-Matran
- Barberêche
- Bas-Intyamon
- Bas-Vully
- Belfaux
- Billens-Hennens
- Bösingen
- Bossonnens
- Botterens-Villarbeney
- Broc
- Brünisried
- Büchslen
- Bulle
- Bussy
- Cerniat
- Châbles
- Chapelle (Glâne)
- Charmey
- Châtel-Saint-Denis
- Châtel-sur-Montsalvens
- Châtillon
- Châtonnaye
- Cheiry
- Chénens
- Chésopelloz
- Cheyres
- Corbières
- Corminboeuf
- Corpataux-Magnedens
- Corserey
- Cottens
- Courgevaux
- Courlevon
- Courtepin
- Cressier
- Crésuz
- Cugy
- Delley-Portalban
- Domdidier
- Dompierre
- Düdingen
- Echarlens
- Ecublens
- Ependes
- Estavayer-le-Lac
- Farvagny
- Ferpicloz
- Fétigny
- Font
- Fräschels
- Friburg
- Galmiz
- Gempenach
- Giffers
- Givisiez
- Gletterens
- Grandvillard
- Granges (Friburg)
- Granges-Paccot
- Grangettes
- Greng
- Grolley
- Gruyères
- Gurmels
- Hauterive
- Hauteville
- Haut-Intyamon
- Haut-Vully
- Heitenried
- Jaun
- Jeuss
- Kerzers
- Kleinbösingen
- La Brillaz
- La Folliaz
- La Roche
- La Sonnaz
- La Verrerie
- Le Châtelard
- Le Flon
- Le Glèbe
- Le Mouret
- Le Pâquier
- Les Montets
- Léchelles
- Lully
- Lurtigen
- Marly
- Marsens
- Massonnens
- Matran
- Ménières
- Meyriez
- Mézières
- Misery-Courtion
- Montagny
- Montet (Glâne)
- Morens
- Morlon
- Muntelier
- Murist
- Morat
- Neyruz
- Noréaz
- Nuvilly
- Oberschrot
- Pierrafortscha
- Plaffeien
- Plasselb
- Ponthaux
- Pont-en-Ogoz
- Pont-la-Ville
- Prévondavaux
- Prez-vers-Noréaz
- Rechthalten
- Remaufens
- Riaz
- Ried bei Kerzers
- Romont
- Rossens
- Rue
- Rueyres-les-Prés
- Russy
- St. Antoni
- Saint-Aubin
- Saint-Martin
- St. Silvester
- St. Ursen
- Sâles
- Salvenach
- Schmitten
- Semsales
- Senèdes
- Sévaz
- Siviriez
- Sorens
- Surpierre
- Tafers
- Tentlingen
- Torny
- Treyvaux
- Ueberstorf
- Ulmiz
- Ursy
- Vallon
- Vaulruz
- Vernay
- Villarepos
- Villarsel-sur-Marly
- Villars-sur-Glâne
- Villarvolard
- Villaz-Saint-Pierre
- Villeneuve
- Villorsonnens
- Vuadens
- Vuarmarens
- Vuissens
- Vuisternens-devant-Romont
- Vuisternens-en-Ogoz
- Wallenried
- Wünnewil-Flamatt
- Zumholz